# 長享
長享是日本的年號之一，在文明之後、延德之前。指的是1487年到1489年這段期間，此時期的天皇是後土御門天皇。室町幕府的將軍是足利義尚。

## 改元
- 文明十九年七月二十日（1487年8月9日）因戰亂與瘟疫而改元。
- 長享三年八月二十一日（1489年9月16日）改元為延德。

## 出典
本年號出典有三：
- 《昭明文選》中的「喜得全功，長享其福」之句（原作為阮瑀的《為曹公作書與孫權》）。
- 《左傳》中的「元，體之長也；享，嘉之會也；利，義之和也；貞，事之幹也」之句（原典出於《周易》）。
- 《後漢書・袁紹劉表列傳》中的「長享福祚，垂之後嗣，此萬全之策也」之句。

## 長享年間要事
- 長享二年六月九日（1488年7月17日）：加賀一向一揆，即加賀一向宗的門徒們，攻擊對立的守護富樫政親，使其自盡。

### 出生
- 長享元年（1487年）：北條氏綱（戰國武将，天文十年過世）。

## 西元對照表
| 長享 | 元年   | 2年    | 3年    |
| ---- | ------ | ------ | ------ |
| 西元 | 1487年 | 1488年 | 1489年 |
| 干支 | 丁未   | 戊申   | 己酉   |

## 關連項目
| 前一年號： 文明 | 日本年號 | 下一年號： 延德 |